# Stuore-Tjåure
Stuore-Tjåure är ett 1229 meter högt fjäll i Offerdals socken, Krokoms kommun, Jämtland. Fjället är beläget nära Stor-Mjölkvattnet och Korsvattnet i Oldfjällen. Fjället ligger inom Jovnevaerie sameby, nära gränsen till Norge. 

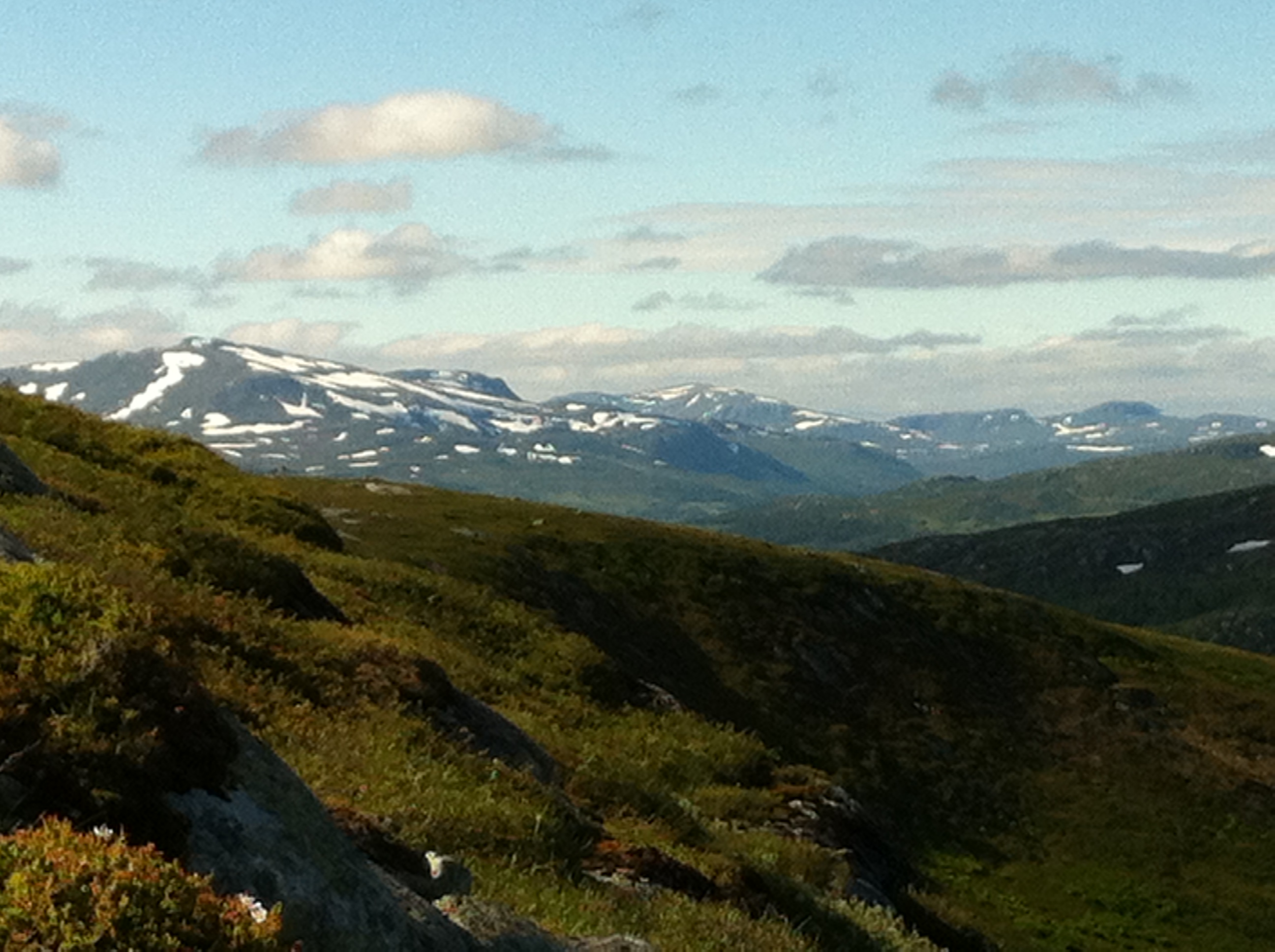
Vy från Oldfjällen.